# ダイン・フリークス
『ダイン・フリークス』(D.Y.N.FREAKS)は、原作：鋼屋ジン、作画：空十雲による日本の漫画作品。『月刊ドラゴンエイジ』（富士見書房）にて、2013年5月号から2014年6月号まで連載された。
元々は鋼屋ジンが「機神咆吼デモンベイン」との繋がりを持つクトゥルフ神話モチーフの小説を考案し、それを広げる形で執筆されている。主人公格にはそれぞれ架空の「登場作品」が設定されており、そこからのクロスオーバーという形で出演しているが、登場人物たちは元の作品とは大きく異なる「物語に失敗した姿」で現れている。
タイトルの「D.Y.N」は主人公三人の司る神の名と主人公のファミリーネームの頭文字、「D」はデモンベインと「大」十字、「Y」はヨグ・ソトースと「寄」車、「N」はナイアーラトテップと「鳴」神を現している。

## 登場人物
阿坐名 初未（あざな はつみ）
Y市に住む女子高生。
鳴神 千影（なるかみ ちかげ）
医療機関アサイラムの一員で、得物は日本刀。ナイアルラトホテップの仮面を装着することにより、ナイトカオスへと"変神"することができる。
同じく仮面を持つ他の怪人達と戦う変身ヒーローもの「魔神騎士ナイトカオス」の主人公という設定。
寄車 むげん（よぐるま むげん）
アサイラムからの脱獄者である女性。左目は因果律を操るヨグ＝ソトースの瞳になっており、通常は閉じられている。
本格ミステリー「探偵少女Y」の主人公という設定。
鴉（クロウ）
邪神に敗れ右腕を残すのみとなった機神″D″を駆る魔術師。喪失したネクロノミコンの断片・アルアジフの魂を探し求め、今なお邪神と戦い続けている。
破壊神と化したデモンベインで∞-1の平行宇宙を昇華させた「斬魔大戰デモンベイン」のスーパーヴィランという設定。

## 用語

### 地名・団体名
Y市
魔人たちが多く潜む都市。
アサイラム
Y市にある医療機関で、邪神およびその関係者による災害を防ぐことを目的としている。

## 他作品とのかかわり
2015年、本作の登場人物である寄車むげんが、ニトロプラスの対戦型格闘ゲーム『ニトロプラス ブラスターズ -ヒロインズ インフィニット デュエル-』にパートナーキャラクターとして参戦することが明らかにされた。

## 書誌情報
- 鋼屋ジン（原作）・空十雲（作画）『ダイン・フリークス D.Y.N.FREAKS』富士見書房→KADOKAWA〈ドラゴンコミックスエイジ〉、全3巻
  1. 2013年8月9日発売[3]、ISBN 978-4-04-712890-3
  2. 2014年2月8日発売[4]、ISBN 978-4-04-070023-6
  3. 2015年2月9日発売[5]、ISBN 978-4-04-070454-8